# Куда уехал цирк
«Куда уехал цирк» — песня композитора Владимира Быстрякова на слова Вадима Левина, ставшая известной в исполнении Валерия Леонтьева.

## История создания
По словам Вадима Левина, первоначально строки про цирк были написаны для финала телефильма режиссёра Валерия Харченко «Фантазии Веснухина», где Левин также является автором нескольких песен, но стихи не понравились редактору фильма, посчитавшей их «слишком привязанными к сюжетной линии». Позднее к Левину обратилась редактор киевской студии телевидения с просьбой послать тексты для молодых украинских композиторов.
В 1981 году режиссёр Николай Засеев на киностудии имени А. Довженко снял двухсерийный детский фильм «Тайна, известная всем». В кинокартине прозвучало несколько песен, музыку к которым написал Владимир Быстряков. Среди них и была песня «Куда уехал цирк», прозвучавшая впервые в исполнении 10-летней девочки — Елены Овечкиной, музыкальное сопровождение — ВИА «Крок» под управлением Владимира Ходзицкого. В том же году в журнале «Кругозор» вышла аудиозапись исполнения песни украинской певицей Светланой Дидоренко.
В 1982 году Быстряков начал работать с певцом Валерием Леонтьевым. Их познакомила член молодёжной редакции ЦТ Татьяна Миллер. Быстряков подготовил ему одну из своих песен, но при постановке бобины плёнка замоталась и остановилась на фонограмме «Куда уехал цирк», которая Леонтьева заинтересовала. Певец попросил Быстрякова напеть ему эту песню и загорелся желанием её записать. Как вспоминал позднее Владимир Юрьевич, «Валера позвонил мне в три часа ночи: „Мне настолько эта песня попала в самое нутро, что заснуть не могу!“ Чем она „попала“, стало ясно, когда он её записал. Потом Валера говорил, что он спел не о цирке, а о том, куда ушло ВСЁ!».
После этого с трудом была «пробита» студия для записи, а когда песня была записана, у неё появился подтекст, так как выход альбома с песней совпал с волной еврейской эмиграции: «Куда уехал Марк, вчера еще Иван, как удалось ему так быстро выбить визу?».
Песня сразу обрела популярность. Ещё больший виток популярности возник после единоразового исполнения Аллой Пугачёвой и Спартаком Мишулиным в телепередаче Евгения Гинзбурга «Новогодний аттракцион-82».
Среди других исполнителей — Леонид Борткевич, Наталья Рожкова и Наташа Королёва, а в программе «Достояние республики» её исполнила Лариса Долина.
Отсылка к этой песне, возможно, есть в тексте песни «Мой старый цирк» (исп. Юрий Никулин) — «Мой старый цирк, моя любовь,//Мой старый цирк родился вновь,//И перестанут петь певцы://„Куда, куда уехал цирк“».